# Dolores Bracanović
Dolores Bracanović (Makarska, 1. travnja 1916. – Zagreb, 24. srpnja 1997.), dužnosnica hrvatskih prosvjetno-odgojnih organizacija. Po struci je bila profesorica njemačkog i talijanskog jezika.
Rodila se u dobrostojećoj katoličkoj obitelji pristaša HSS-a. Otac Ruđerjoj je bio članom Družbe "Braća Hrvatskoga Zmaja".
Osnovno školovanje je imala u Makarskoj. Srednju školu (gimnaziju) je pohađala u Dubrovniku, gdje joj se preselila njena obitelj. S 13 godina je pristupila u katoličko akademsko društvo Domagoj koje je vodio pater Bonifacije Perović, a koji su ondje bili utjecajniji od isusovačkih križara, druge velike organizacije koja je utjecala na odgoj hrvatske mladeži u ono vrijeme. Prema njenim riječima, pristupanje domagojcima joj je bilo presudno za njeno duhovno sazrijevanje. 
Potom je otišla u Zagreb studirati na Filozofski fakultet, gdje je diplomirala za profesoricu njemačkog i talijanskog.
Posao je našla na Korčuli, a potom je posao našla na trgovačkoj akademiji u Dubrovniku.
1935. joj je otac Ruđer Bracanović postao dubrovačkim gradonačelnikom (kasnije u nemilosti partizanskih organizacija). Budući da joj se otac javno izjasnio kao pristaša Vladka Mačeka 1938., vlada Milana Stojadinovića ga je nakon izbora u prosincu 1938. smijenila s te dužnosti.
Godine 1942. dolazi na dužnost stožernice Ženske ustaške mladeži za Dubrovnik. Nešto kasnije je na dužnosničkom sastanku u Zagrebu došla u kontakt s zapovjednicom Ženske ustaške mladeži Mirom Vrljičak, koja je izrazila zanimanje da Dolores prihvati njenu dužnost, jer ona neće moći više ju obnašati. Budući da je Dolores to prihvatila, 6. siječnja 1943. je naslijedila Miru Vrljičak na mjestu zapovjednice Ženske ustaške mladeži, organizacije za tjelovježbeno i odgojno jačanje hrvatske mladeži. U ŽUM je s drugima organizirala predavanja i tečaje radi duhovnog i nacionalnog osnaženja mladeži u hrvatskomu i samo hrvatskomu nacionalnom duhu, jačajući im nacionalni osjećaj i svijest o važnosti neovisne države. Kao i većina suradnica u ŽUM je kao katolkinja bila protivnica fašizma i nacionalsocijalizma, jer su to bili izrazito protukatolički pokreti. No, bile su prisiljene skrivati svoje neprijateljstvo prema fašizmu sve do pada Italije, s kojom je NDH bila prisiljena surađivati ("To su bile strane i hrvatskomu duhu posve tuđe ideologije, koje smo, na žalost, morali trpjeti."), jer su državu koja je progonila Hrvate, Jugoslaviju, neprestano htjeli obnoviti i Zapad i SSSR, pa su morali šutiti protiv "saveznika" Italije koja Hrvatskoj nije želila dobro (v. Rimski sporazumi).
Krenula je dan poslije nakon što je došao nalog za povlačenje 6. svibnja 1945. Pošla je Niedzielskijevim automobilom. Put ju je vodio od Zagreba, preko Novih Dvora i Krapinskih Toplica. 8. svibnja je nastavila cestom prema Rogaškoj Slatini. Nakon što je stigla informacija da ih sustižu partizani i Kozaci, zajedno s čelništvom NDH je ostavila cestu te se uputila u evakuaciju kroz šumu. Kad se skupina odvojila na vojnu i građansku, pošla je s građanskom, u kojoj su bili Ante i Velimir Pavelić, Erih Lisak, Ico Kirin i Viktor Rebernišak. Uspješno su prešli Alpe i u Austriji su se smjestili u Leingreithu, prijavivši se američkim vlastima. Ondje se s manjim brojem ljudi odvojila od Pavelićeve skupine. Kasnije je pošla na susret s Božidarom Kavranom, koji im je organizirao prijelaz u Italiju. Tijelova 1946. su stigle u logor za izbjeglice u Fermu, gdje je kao i mnogi drugi Hrvati ostala mjesecima. Kad je doznala da ju jugoslavenske vlasti traže, krenula je dalje prema Rimu. Nakon što je preko tamošnjih hrvatskih studentica uspjela kontaktirati s Dominikom Mandićem, očevim predratnim poznanikom, isti joj je izrazio želju pomoći te joj je svjetovao neka pođe Krunoslavu Draganoviću. Ondje se zaposlila na nekoliko mjeseci kod jedne obitelji u Grrotaferrati, tako da joj se zameo trag. Nakon nekog vremena su joj počeli dolaziti u trag, pa je pošla na jug, u Kalabriju, gdje se krila u jednom samostanu. Ostala je i ondje neko vrijeme, a kad su ju obavijestili da su se stekli sigurniji uvjeti da može ići u Argentinu, to je i učinila te je pošla u Genovu, iz koje je isplovila put Argentine 28. veljače 1948. godine pod lažnim imenom.
Kad je izbjegla u Argentinu, bila je prisiljena u početku raditi kao fizička radnica, jer Argentina nitkome nije priznala školske svjedodžbe. U početku je radila pri jednoj velikoj prodavaonici gdje je krpala vreće. Kad je u Argentini osnovan Hrvatski oslobodilački pokret, angažirala se u njemu. Nakon podjele u njemu nakon Pavelićeve smrti, pristala je 1966. uz struju Vjekoslava Vrančića i uz pristaše formiranja Hrvatskog narodnog vijeća.
U međuvremenu joj je brat umro u inozemstvu, u Čileu.
U Hrvatsku se vratila 31. svibnja 1991. u Zadar kod sestre. Nakon što je 1994. pretrpila moždani udar, a sestra se teže razbolila, bile su prisiljene otići u starački dom, pa su od kolovoza 1996. živjele u Zagrebu. 
Umrla je 24. srpnja 1997.
Za vrijeme rada u ŽUM je kao katolkinja izvrsno surađivala s tamošnjim muslimanskim Hrvaticama, jer je ideološki stav bio da je vjera privatna stvar, a da je Hrvatska na prvom mjestu. Glede uzajamnog međusobnog poštovanja katoličkih i muslimanskih Hrvata u NDH i kasnije u emigraciji, s velikim je iznenađenjem i razočaranjem doživjela "kasnije stvaranje neke muslimanske nacije", a pogotovo joj je teško palo kad je za velikosrpske agresije na Hrvatsku i BiH došlo do hrvatsko-muslimanskog rata.
Nikad nije vjerovala u svjedočenja koja su zarobljeni i izručeni dužnosnici NDH dali u zatočeništvu; smatrala ih je upitnim, štaviše upitnim jesu li uopće ikad bila izrečena.
Iako su brojni smatrali da je Pavelićev poslijeratni politički angažman nerazuman, glede sloma njegove političke koncepcije krajem rata, smatrala je da su okolnosti za brojne Hrvate u domovini, inozemstvu i izgnaništvu bile deprimirajuće i da su širile defetizam te da je njegovo aktiviranje, kao jedinog autoriteta u to vrijeme, bilo nužno da bi se spriječilo demoraliziranje i da se razbije malodušje koje je vodilo čak do napuštanja ideje bezuvjetne hrvatske državne neovisnosti i o kojekakvim podunavskim i srednjoeuropskim federacijama.

## Djela
- S Poglavnikom na povlačenju, Hrvatska. Spomen – izdanje u počast nezaboravnog Poglavnika, god. XIII., br. 4-5-6-7. (291-2-3-4), Buenos Aires, 10. travnja 1960. godine, str. 18-19.

## Vanjske poveznice
- Hrvatski politički uznici  Arhivirana inačica izvorne stranice od 21. rujna 2008. (Wayback Machine) Razgovor s Ankom Rukavina